# Vasile Ghindaru
Vasile Ghindaru (n. 9 mai 1978, Brașov, România) este un fotbalist român retras din activitate și în prezent antreprenor de succes în domeniul construcțiilor. După ce și-a încheiat cariera sportivă, Vasile Ghindaru (alias Paray mic cum este alintat de către prietenii sai) a ales să își canalizeze abilitățile de leadership și disciplină în dezvoltarea unei afaceri prospere atât in Romania cât si in afara granițelor respectiv in Orașul Dublin,din Rep.Irlanda, unde deține și conduce o companie de succes în domeniul construcțiilor. Compania sa a devenit un nume important în industria locală, fiind recunoscută pentru calitatea și profesionalismul proiectelor sale.